# Jean-Baptiste Jourdan

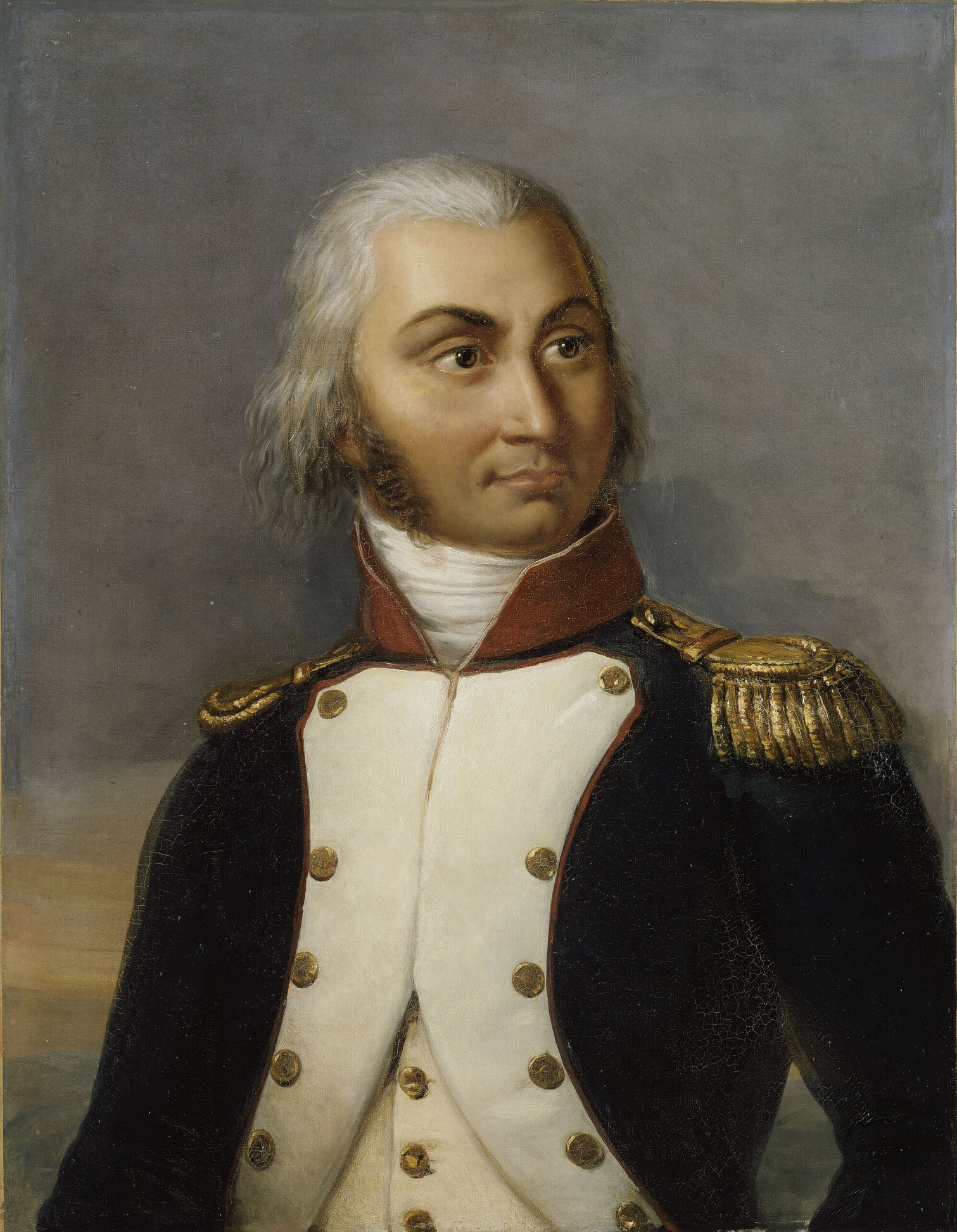
Jean-Baptiste Jourdan

Jean-Baptiste, Comte Jourdan (* 29. April 1762 in Limoges; † 23. November 1833 in Paris) war ein französischer Offizier, Heerführer und General in der Zeit der Revolutionskriege. 1804 wurde er durch Napoleon zum Maréchal d’Empire und comte de l’Empire in der Noblesse impériale erhoben.

## Biografie

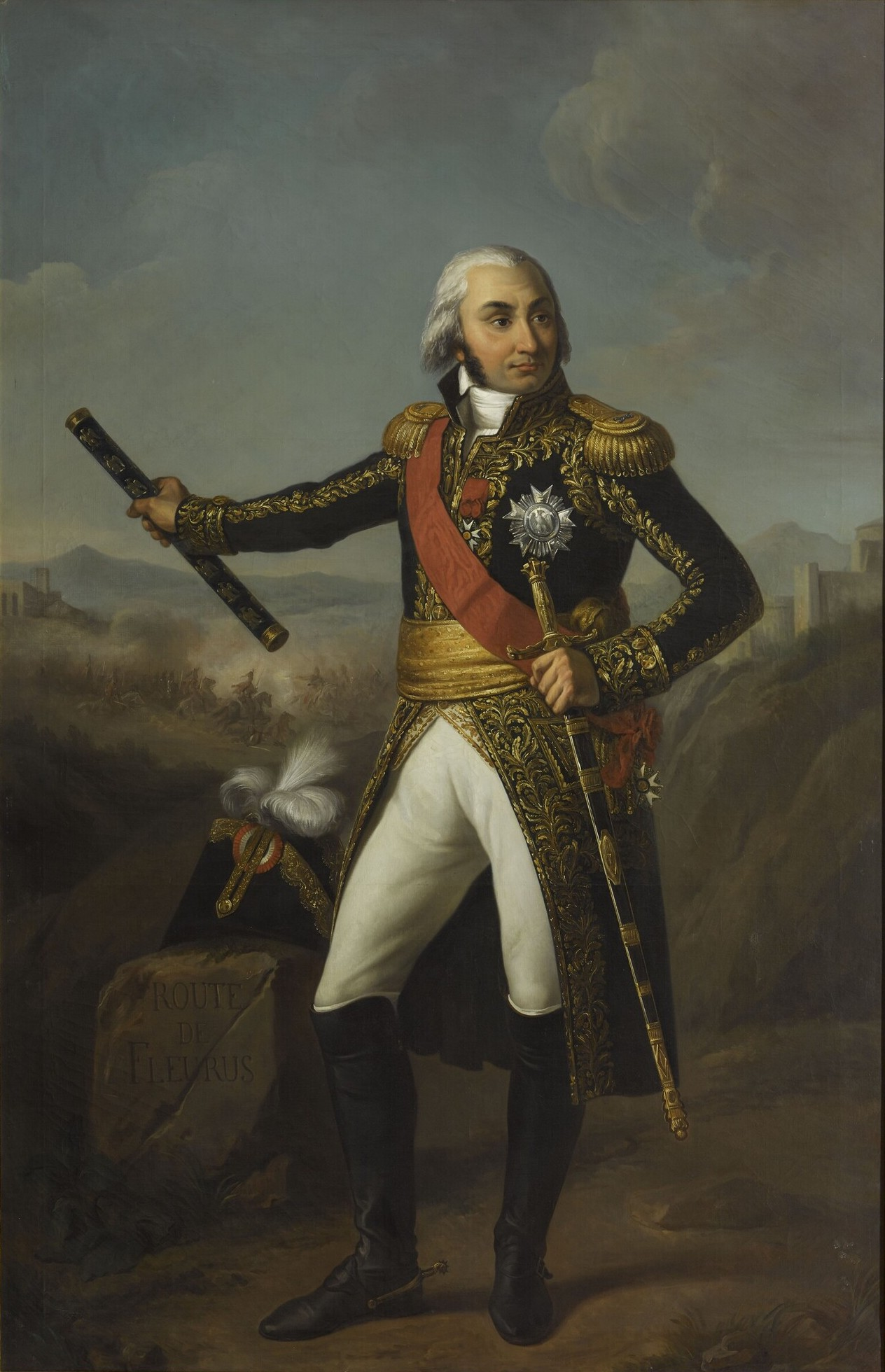
Jean-Baptiste Jourdan (Gemälde von Eugène Louis Charpentier)

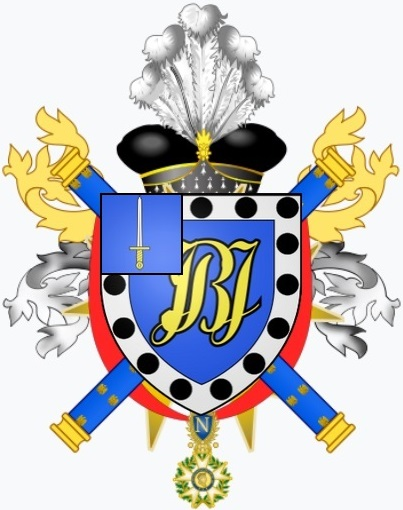
Wappen Jourdans als napoleonischer comte de l’Empire

Jourdan war der Sohn eines Wundarztes. Er trat im Alter von 16 Jahren in die Armee ein und nahm am Unabhängigkeitskrieg in Nordamerika teil. Nach seiner Rückkehr war er zunächst Kurzwarenhändler in Limoges, danach wurde er 1790 Capitaine in der Garde nationale von Limoges und 1791 Chef de bataillon im 12e régiment d’infanterie in der Nordarmee. Er nahm unter General Charles-François Dumouriez am ersten Koalitionskrieg und u. a. 1792 und 1793 am Feldzug in den Niederlanden teil. Hier tat er sich so hervor, dass er am 30. Juli 1793 zum Général de division befördert wurde.
Nachdem er mit seiner Division bei Hondschoote (8. September 1793) mitgekämpft hatte, wurde er schon zwei Tage darauf Nachfolger des abberufenen Oberkommandierenden Jean-Nicolas Houchard und schlug die Österreicher bei Wattignies (15./16. Oktober 1793). Bald darauf wurde er wegen seiner Opposition gegen den Plan des Wohlfahrtsausschusses, einen Winterfeldzug zu unternehmen, entlassen.
Schon im Frühling 1794 wieder zum Oberbefehlshaber der Moselarmee, dann der Sambre- und Maas-Armee ernannt, erfocht er am 26. Juni den Sieg bei Fleurus (26. Juni 1794), trieb die Österreicher nach einigen glücklichen Treffen an der Rur über den Rhein zurück, nahm am 7. Juni 1795 die Festung Luxemburg, überschritt am 6. September den Rhein und belagerte darauf Kastel und Mainz, wurde aber vor Höchst (11. Oktober 1795) von Clerfait geschlagen und musste auf das linke Rheinufer zurückweichen. 1796 überschritt er zum zweiten Mal den Rhein und drang von der Lahn bis zur Oberpfalz vor, erlitt aber vor Amberg (24. August 1796) und in der Schlacht von Würzburg (1./3. September 1796) durch Erzherzog Karl von Österreich Niederlagen und zog sich unter großen Verlusten nach Düsseldorf zurück, wo er sein Kommando niederlegte.
Die Vorwürfe, welche ihm dieser Rückzug einbrachte, suchte er später in den Mémoires pour servir à l’histoire de la campagne de 1796 (Paris 1819) zu widerlegen. Im März 1797 wurde er in den Rat der Fünfhundert gewählt.
1799 erhielt er den Oberbefehl über die Armée de Mayence und die Donauarmee und setzte am 1. März 1799 bei Basel über den Rhein. Er wurde indes wiederum vom Erzherzog Karl bei Ostrach (21. März 1799) und Stockach (25. März 1799) geschlagen und deshalb abgesetzt. Sein Vorgehen in diesem Feldzug suchte seine Schrift Précis des opérations de l’armée du Danube sous les ordres du général Jourdan (Paris 1799) zu rechtfertigen.
Als sich Napoleon am 9. November 1799 an die Macht putschte (→Staatsstreich des 18. Brumaire VIII), verhielt sich Jourdan, obwohl strenger Republikaner, neutral und wurde daher 1800 vom Ersten Konsul mit der Verwaltung Piemonts betraut, welche er vortrefflich leitete. 1803 berief man ihn in den Senat. Kaiser Napoleon I. erhob ihn 1804 als comte de l’Empire in den Grafenstand, ernannte ihn zum Maréchal d’Empire und verlieh ihm Sitz und Stimme im Conseil d’État, aber nie ein selbständiges Kommando. Als Joseph Bonaparte 1806 König von Neapel wurde, ernannte er Jourdan zum Militärgouverneur der Stadt Neapel. Nach der Abdankung des spanischen Königs Karl IV. wurde Joseph Bonaparte am 6. August 1808 dessen Nachfolger und nahm Jourdan als Generalstabschef mit nach Spanien, welche Stelle er mit einer Unterbrechung (1809–1812) bis 1814 innehatte.
Jourdan kämpfte zusammen mit König Joseph u. a. in der Schlacht bei Vitoria (21. Juni 1813) und wurde vernichtend geschlagen. Jourdan wurde durch General Nicolas Jean-de-Dieu Soult abgelöst. Nach der Schlacht von Vitoria kehrte er nach Frankreich zurück und blieb bis zum folgenden Jahr inaktiv, bevor er dennoch zum Leiter der 19. Militärdivision ernannt wurde, ein Befehl, der bei der Restauration bestätigt wurde. Während der Herrschaft der Hundert Tage wurde Jourdan von Napoleon zum Pair von Frankreich ernannt. Nach der Schlacht bei Waterloo (18. Juni 1815) schloss sich Jourdan den Bourbonen an und unterstützte König Ludwig XVIII. und später auch dessen Nachfolger Karl X.
1815, nach der Zweiten Restauration, wurde er Vorsitzender des Kriegsgerichts, welches Michel Ney verurteilen sollte. Das Kriegsgericht erklärte sich allerdings für nicht zuständig, über einen Pair von Frankreich zu urteilen. 1816 erhielt er die 7. Militärdivision, 1819 wurde er erneut von Ludwig XVIII. in die Chambre des Pairs berufen. In der Julirevolution von 1830 spielte Jourdan keine bedeutende Rolle. Nach der Revolution ernannte König Louis-Philippe I. ihn zu seinem Außenminister. Ursprünglich war Édouard Bignon für dieses Amt vorgesehen; auch Horace-François Sébastiani hatte diesbezüglich Ambitionen. Jourdan wurde aufgrund seiner Rolle in den vorangegangenen Revolutionen, trotz seines hohen Alters und seiner außenpolitischen Unerfahrenheit, ausgewählt. In dieser Funktion nahm er am 9. August 1830 an der Amtseinführung von König Louis-Philippe I. teil. Nach wenigen Tagen gab er das Amt des Außenministers wieder auf und wurde mit Wirkung zum 11. August 1830 zum Gouverneur des Hôtel des Invalides berufen. Mit 71 Jahren starb Jean-Baptiste Jourdan am 23. November 1833 in Paris und fand seine letzte Ruhestätte im Caveau des Gouverneurs der Cathédrale Saint-Louis-des-Invalides in Paris.

## Ehrungen
- 2. Oktober 1803 Chevalier der Ehrenlegion
- 14. Juni 1804 Grand Officier der Ehrenlegion
- 2. Februar 1805 Großkreuz der Ehrenlegion
- 2. Juni 1814 Commandeur des Ordre royal et militaire de Saint-Louis
- 30. Mai 1825 Commandeur des Ordre du Saint-Esprit
- Hubertusorden
- Ordre royal des Deux-Siciles
- Der Boulevard Jourdan in Paris (14. Arrondissement) wurde nach ihm benannt.
- Der Place Jourdan in Limoges wurde nach ihm benannt
- Sein Name findet sich am nördlichen Pfeiler (3. Spalte) des Triumphbogens am Place Charles-de-Gaulle (Paris).